# Фумянь
Фумя́нь (кит. упр. 福绵, пиньинь Fúmián) — район городского подчинения городского округа Юйлинь Гуанси-Чжуанского автономного района (КНР).

## История
В 111 году до н.э., когда эти места вошли в состав империи Хань, был создан округ Юйлинь (郁林郡). Во времена империи Тан он был преобразован в Юйлиньскую область (郁林州). Во времена империи Цин область была в 1725 году была переведена в прямое подчинение властям провинции Гуанси, стай Юйлиньской непосредственно управляемой областью (郁林直隶州). После Синьхайской революции в Китае была проведена реформа структуры административного деления, в ходе которой области были упразднены, и в 1913 году Юйлиньская непосредственно управляемая область была преобразована в уезд Юйлинь (郁林县).
После вхождения этих мест в состав КНР в конце 1949 года был образован Специальный район Юйлинь (郁林专区) провинции Гуанси, и уезд вошёл в его состав. В 1951 году Специальный район Юйлинь и специальный район Учжоу (梧州专区) были объединены, образовав Специальный район Жунсянь (容县专区).
В 1956 году написание названия уезда Юйлинь было изменено с 郁林县 на 玉林县.
В 1958 году провинция Гуанси была преобразована в Гуанси-Чжуанский автономный район. Специальный район Жунсянь был расформирован, и уезд перешёл в состав нового Специального района Юйлинь (玉林专区). В 1971 году Специальный район Юйлинь был переименован в Округ Юйлинь (玉林地区).
Постановлением Госсовета КНР от 8 октября 1983 года уезд Юйлинь был преобразован в городской уезд.
Постановлением Госсовета КНР от 27 апреля 1997 года были расформированы округ Юйлинь и городской уезд Юйлинь, и образован городской округ Юйлинь; на территории бывшего городского уезда Юйлинь были образованы район городского подчинения Юйчжоу и уезд Синъе.
В июне 2013 года из района Юйчжоу был выделен район Фумянь.

## Административное деление
Район делится на 6 посёлков.